# Macrotes
Macrotes is een geslacht van vlinders van de familie spanners (Geometridae), uit de onderfamilie Oenochrominae.

## Soorten
- M. commatica Prout, 1916
- M. cordovaria Guenée, 1857
- M. netrix Cramer, 1777